# 筑後柳河站
筑後柳河站（日语：／ Chikugo-Yanagawa eki */?）是位於福岡縣山門郡三橋町（現時：柳川市），日本國有鐵道（國鐵）佐賀線的鐵路車站（廢站）。

## 歷史
- 1931年（昭和6年）9月24日：國有鐵道佐賀線瀨高站至此站開通，此站啟用[1]。當時為一般車站[1]。
- 1933年（昭和8年）6月17日：此站至筑後大川站之間開通。
- 1971年（昭和46年）10月20日：成為業務委託車站[2]。
- 1978年（昭和53年）6月15日：結束貨運業務[1]。
- 1984年（昭和59年）2月1日：結束行李起卸業務[1]。
- 1987年（昭和62年）3月28日：隨著佐賀線全線廢除，此站也被廢除[1]。

## 車站構造
此站為業務委託車站，設有1面2線的島式月台。此站曾經為急行「筑後」的停靠站。

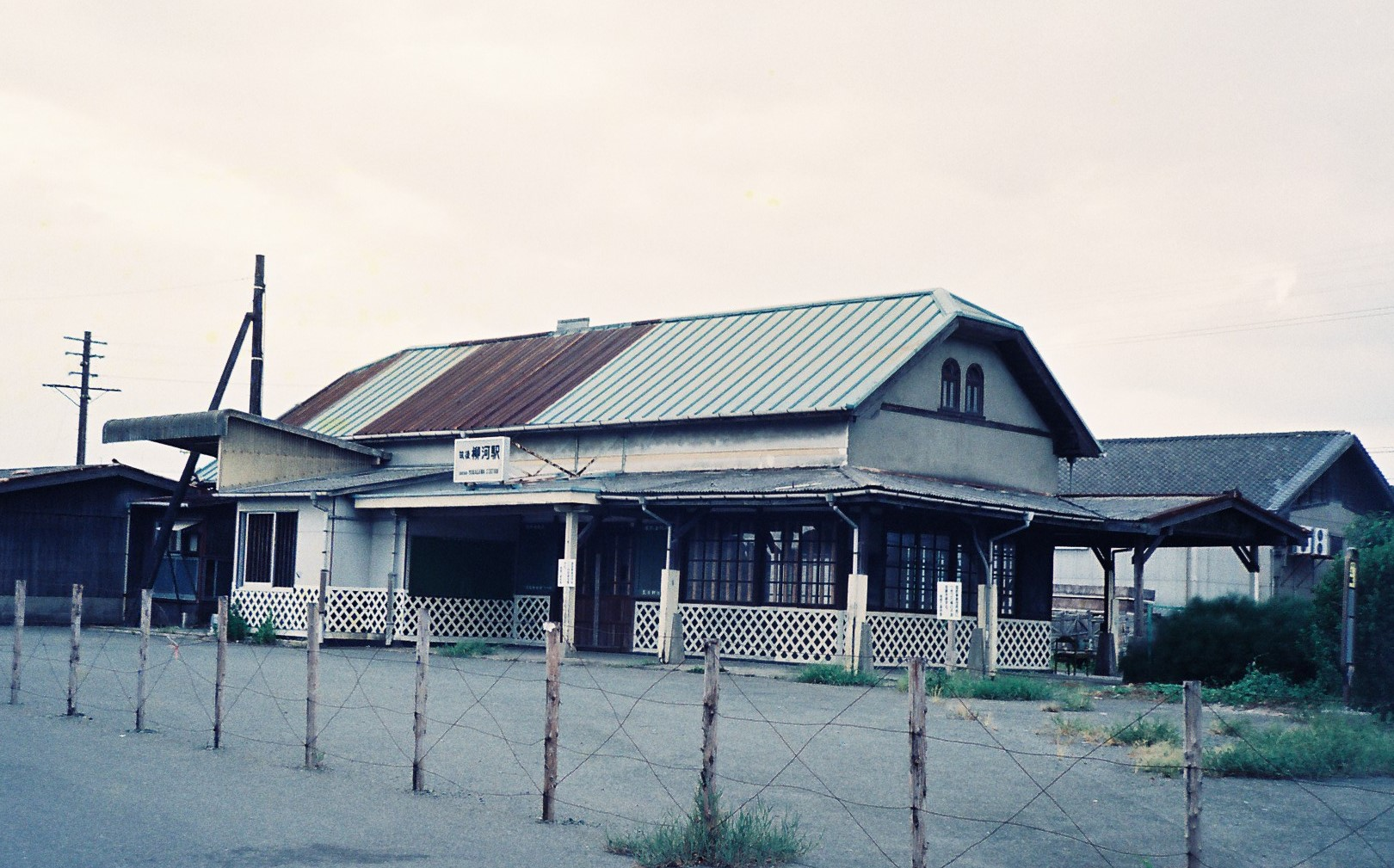
廢線後的站舍（1990年8月）
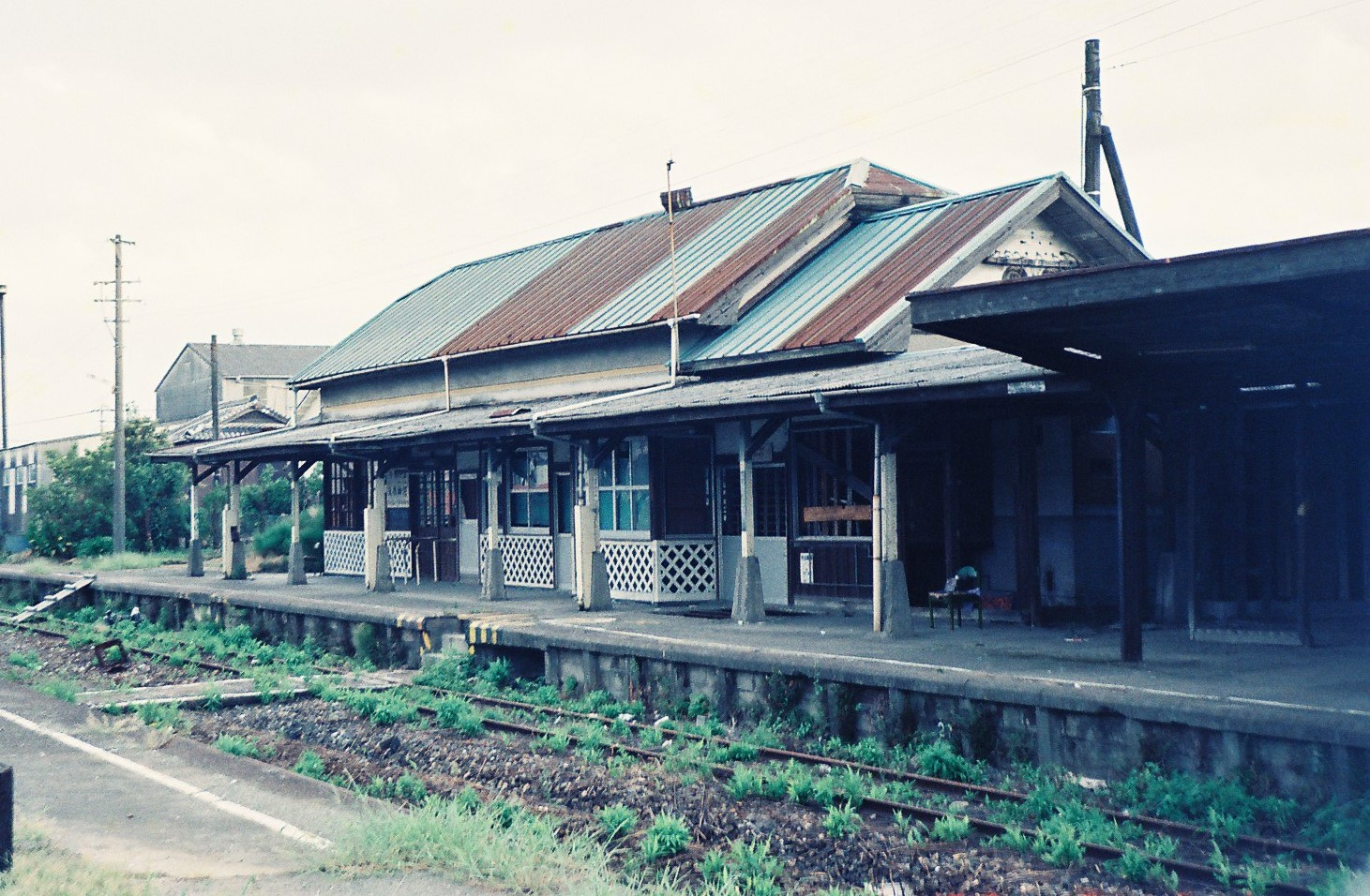
廢線後的站內（1990年8月）

## 現狀

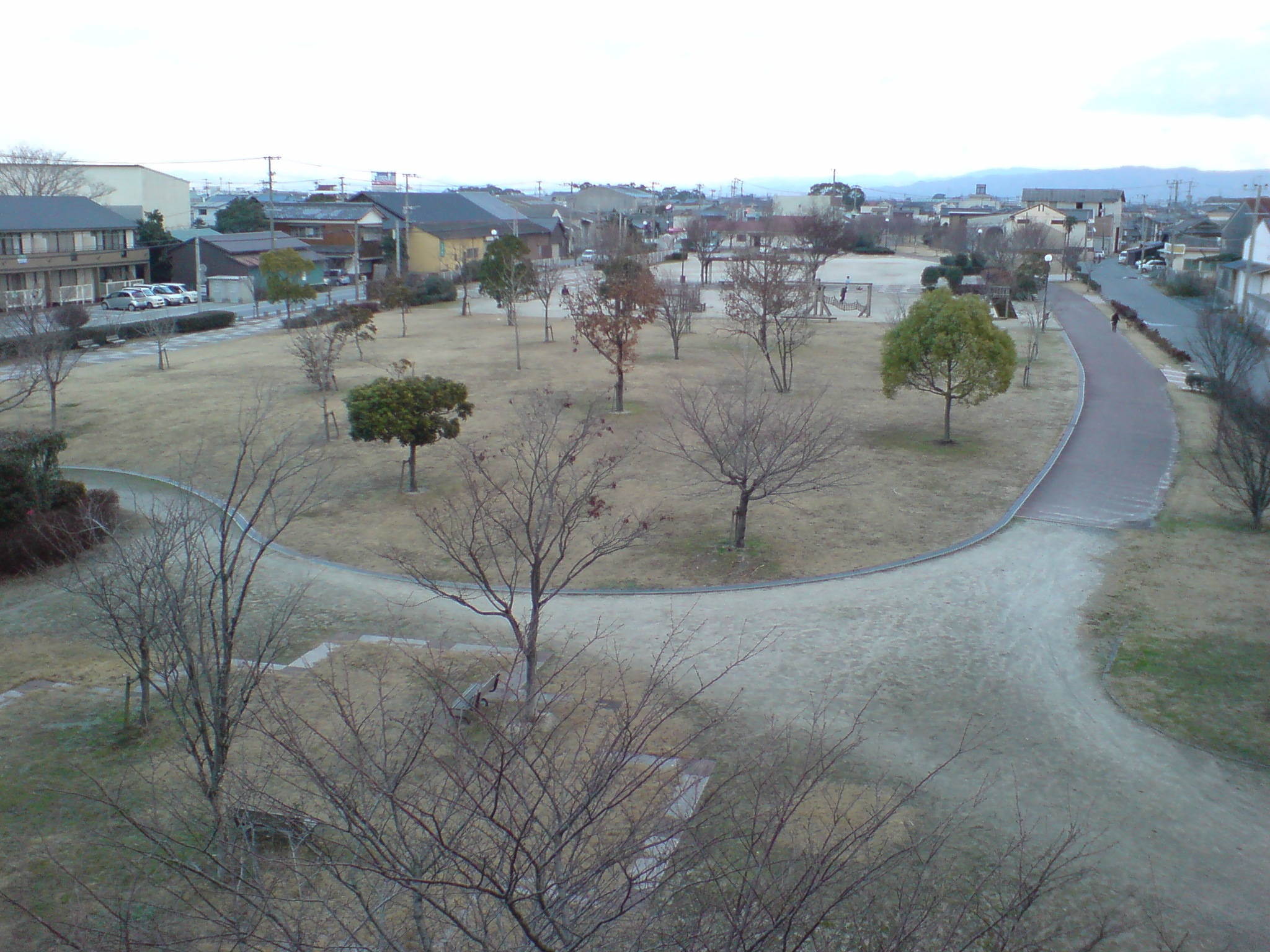
在車站遺址的公園（2008年1月）

車站遺址建設了「YOU・遊之森公園」，但是該處沒有建立任何紀念碑。在舊站舍附近設置了附上相片的展板。另外，在車站靠近佐賀站一方設有福岡縣道770號枝光今古賀線的高架橋，該橋樑是為了與佐賀線立體相交而建設，但是現時已經沒有任何意義。另外，此站的月台上蓋和路軌被遷移至市營運動公園「學童農園五六郎園」，但是隨著公園翻新而撤走。

## 停車場線
在站前（車站遺址）設有一條縣道，名為福岡縣道733號筑後柳河停車場線。起點是國道208號路口（柳河小塚路口，舊・國道385號起點），與福岡縣道23號久留米柳川線部分區間重疊，此站遺址為終點。在廢線和廢站後仍然存在，但是在2019年被廢除。

## 其他
曾經此站為日本國有鐵道廣告取景地之一。另外在，1983年上映的電影《廢市》（監制：大林宣彥）中，開始和最後的場景都是在此站取景。

## 相鄰車站
日本國有鐵道（國鐵）
佐賀線
東大川－筑後柳河－百町

## 注腳
1. 1 2 3 4 5 6 7  石野哲 (编). . JTB. 1998: 718-719. ISBN 978-4-533-02980-6 （日语）.
2. ↑  . 交通新聞 (交通協力會). 1971-10-15: 1 （日语）.
3. ↑   （页面存档备份，存于） 1:37秒

## 相關項目
- 日本鐵路車站列表 Chi